# Clementina Díaz y de Ovando
Clementina Díaz y de Ovando (Laredo, Texas, 7 de noviembre de 1916 - Ciudad de México, 18 de febrero de 2012) fue una escritora, historiadora, investigadora y académica mexicana. Se especializó en las investigaciones de la arquitectura y arte de la Nueva España y en la pedagogía jesuítica de la época. Realizó estudios sobre el Colegio de San Pedro y San Pablo.

## Estudios
Realizó sus primeros estudios en la Escuela Anexa a la Normal de Maestros, en la Secundaria N° 8, y en la Escuela Nacional Preparatoria. Ingresó a la Facultad de Filosofía y Letras de la Universidad Nacional Autónoma de México obteniendo la licenciatura en 1939. Posteriormente en su misma alma mater obtuvo la maestría y el doctorado en Letras Españolas, en 1959 y 1965 respectivamente.

## Docencia
Fue profesora de literatura en la Escuela Nacional Preparatoria 2, 3 y 5. Colaboró para el Instituto de Investigaciones Estéticas de la Universidad Nacional Autónoma de México desde 1946 y fue directora de 1968 a 1974. Impartió clases en la Escuela Superior de Comercio y Administración del Instituto Politécnico Nacional de 1944 a 1968. Fue miembro de Instituto de Investigaciones Históricas de la UNAM de 1975 a 1978.

## Académica
Fue la primera mujer en ingresar en la Academia Mexicana de la Historia, hecho que ocurrió en 1974, en donde ocupó el sillón N° 5. En 1975 fue nombrada miembro correspondiente de la Real Academia de la Historia de Madrid. Fue designada miembro numerario de la Academia Mexicana de la Lengua el 24 de marzo de 1983 y tomó posesión el 13 de junio de 1985 de la silla XII. Fue investigadora emérita del Instituto de Investigaciones Estéticas de la Universidad Nacional Autónoma de México. Fue vicepresidente de la Sociedad Defensora del Tesoro Artístico de México. Fue miembro asesor del Comité de Arte del Instituto Mexicano Norteamericano de Relaciones Culturales. Fue presidenta honoraria vitalicia de la Federación Mexicana de Universitarias. Falleció en la Ciudad de México el 18 de febrero de 2012.

## Premios y honores
- 1983, Investigadora Emérita por la UNAM en 1983
- 1988, Premio Universidad Nacional en 1988
- 1976, Primera mujer en ser elegida miembro de la Junta de Gobierno de la UNAM de 1976 a 1986
- 1993, Consejera de la Comisión Nacional de Derechos Humanos.
- 1994, Cronista de la Universidad Nacional Autónoma de México
- 1994, Presea "Miguel Othón de Mendizabal" por el Instituto Nacional de Antropología e Historia
- 2011, Premio de Equidad de Género Miguel Alemán Valdés, por la Fundación Miguel Alemán, A.C.[8]

## Obra
Escribió libros, ensayos, artículos, prólogos, reseñas, ediciones publicados en revistas nacionales y extranjeras. Entre las obras más importantes destacan:
- Díaz y de Ovando, Clementina (1944). «Agua, viento, fuego y tierra en el Romancero Español». Anales del Instituto de Investigaciones Estéticas 3 (11). doi:10.22201/iie.18703062e.1944.11.370.
- Díaz y de Ovando, Clementina (1945). «Acerca de Las Redondillas de Sor Juana Inés de la Cruz». Anales del Instituto de Investigaciones Estéticas 4 (13): 45-54. doi:10.22201/iie.18703062e.1945.13.397.
- Díaz y de Ovando, Clementina (1947). «La poesía del padre Luis Felipe Neri de Alfaro». Anales del Instituto de Investigaciones Estéticas 4 (15): 51-98. doi:10.22201/iie.18703062e.1947.15.436.
- Díaz y de Ovando, Clementina (1949). «La décima en México. Glosas y valonas, de Vicente T. Mendoza». Anales del Instituto de Investigaciones Estéticas 5 (17). doi:10.22201/iie.18703062e.1945.13.397.
- Díaz y de Ovando, Clementina (1951). El Colegio Máximo de San Pedro y San Pablo. Universidad Nacional Autónoma de México: Instituto de Investigaciones Estéticas.
- Díaz y de Ovando, Clementina (1951). «Tlaxcala en la épica y en la dramática de la Colonia». Anales del Instituto de Investigaciones Estéticas 5 (19): 49-73. doi:10.22201/iie.18703062e.1951.19.522.
- Díaz y de Ovando, Clementina (1952). «Baja California en el mito». Historia mexicana 2 (5).
- Díaz y de Ovando, Clementina (1952). «Dos novelistas veracruzanos». Anales del Instituto de Investigaciones Históricas 5 (20): 45-58. doi:10.22201/iie.18703062e.1952.20.529.
- Díaz Covarrubias, Juan (1959).  Díaz y de Ovando, Clementina, ed. Obras Completas. Nueva Biblioteca Mexicana 2. Ciudad de México: Universidad Nacional Autónoma de México.
- Díaz y de Ovando, Clementina (1972). La Escuela Nacional Preparatoria: los afanes y los días, 1867-1910 2. Universidad Nacional Autónoma de México: Instituto de Investigaciones Estéticas.
- Díaz y de Ovando, Clementina (1976). «La ciudad de México en 1904 (A la memoria de Salvador Novo)». Historia mexicana.
- Riva Palacio, Vicente (1976).  Díaz y de Ovando, Clementina, ed. Antología de Vicente Riva Palacio. Ciudad de México: Universidad Nacional Autónoma de México.
- Mateos, Juan A. (1976).  Díaz y de Ovando, Clementina, ed. El Cerro de las campanas: memoria de un guerrillero. Ciudad de México.
- Carlos VII. El primer Borbón en México (1978) sobre la visita del exiliado Carlos VII de España y su familia a México.
- La Ciudad Universitaria. Reseña histórica 1929-1955 (1979)
- Odontología y publicidad en la prensa mexicana del siglo XIX (1982)
- Las fiestas patrias en el México de hace un siglo, 1883 (1984)
- Arte Culinario Mexicano Recetario Siglo XIX (1986) escrito junto con Luis Mario Schneider.
- Crónica de una quimera. Una inversión norteamericana en 1879 (1989)
- Memoria de un debate: 1880. La postura de México frente al patrimonio arqueológico nacional (1990)
- El Doctor Manuel Carmona y Valle y la Fiebre Amarilla son noticia periodística (1881-1886) (1993)
- Un Enigma de Los Ceros: Riva Palacio o Juan de Dios Oropeza (1994)
- Los veneros de la ciencia mexicana. Crónica del Real Seminario de Minería (1792-1892) (1998)
- Los cafés en México en el siglo XIX (1998)
- Invitación al baile. Arte, espectáculo y rito en la sociedad mexicana (1825-1910) (2006)

Algunos artículos de ella: “Acerca de la Redondilla de Sor Juana Inés de la Cruz”, “Versos en pretérito en García Lorca” (1947), “La poesía del Padre Luis Felipe Neri de Alfaro” (1947), “El valor histórico de los corridos de la Revolución en Zacatecas” (1947), “Amor y muerte en el Romancero” (1948).
El Instituto Nacional de Estudios Históricos de las Revoluciones de México (INEHRM) cada año convoca al Premio Clementina Díaz y de Ovando que se otorga a investigadores destacados en historia social, cultural y de género.